# 清松手寫體
清松手寫體（英語：或 Jason Handwriting）是一套自由授權的中文字體系列，由台灣人游清松設計。

## 簡介
據計劃，該系列計劃會有四至五款風格不同的手寫字體，目前已經發佈了當中五款。有關字體是由游氏透過利用原子筆於稿紙上書寫，再透過網絡手寫字體建立平台「守寫字」建立字體雛形，及後利用字體軟件進行後期美化而成。
與其他自由授權字體不同，游氏透過Facebook群組「順其字然」，鼓勵網民提供新增字模建議，以便其可以透過更新字體的形式補完字體沒有的漢字，故又被游氏聲稱該系列字體為「世界上唯一可以讓使用者無條件提出增字要求的免費字型」。

## 授權方式
由於相關字體是由設計者於「守寫字」平台上建立而成，故初期版權名義上仍歸守寫字所有。
2020年3月12日起，游氏在Facebook宣佈該系列改以「SIL开源字体授权」共享，與思源黑體看齊。

## 外部連結
- 「清松手寫體」在GitHub上的頁面 （页面存档备份，存于）